# Parastenocaris kotumsarensis
Parastenocaris kotumsarensis is een eenoogkreeftjessoort uit de familie van de Parastenocarididae. De wetenschappelijke naam van de soort is voor het eerst geldig gepubliceerd in 2009 door Reddy & Defaye.